# L'Accent
L'Accent. Informació i comunicació popular dels Països Catalans, més conegut com L'Accent, és un diari digital en català, creat l'any 2002, políticament vinculat al moviment de l'Esquerra Independentista dels Països Catalans. Des de la seva creació fins al febrer de 2014 comptà amb un edició en paper, com a periòdic quinzenal en format tabloide, d'una tirada de 4.000 exemplars, que es distribuïa gratuïtament arreu dels territoris de parla catalana a través de centres socials, ateneus i subscripcions. Alguns dels periodistes que, al llarg de la seva trajectòria, hi han treballat són: Laia Altarriba, Aure S. Romero, Pau Tobar, Andreu Ginés. Andreu Merino, Arnau Urgell, i Montse Venturós.